# Warren (LGA)
Shire of Warren is een Local Government Area (LGA) in Australië in de staat New South Wales. Shire of Warren telt 2833 inwoners. De hoofdplaats is Warren.

## Plaatsen
Shire of Warren omvat onder andere de volgende plaatsen:
- Nevertire
- Warren